# Trần Thương (xã)
	Trần Thương		là một xã thuộc tỉnh Ninh Bình, Việt Nam. Nơi đây nằm trên vùng đồng bằng sông Hồng (bên phía hữu ngạn).  Trụ sở xã nằm cách phường Hoa Lư - trung tâm tỉnh lỵ Ninh Bình 47 km về phía Bắc.		
Theo Nghị quyết số 1674/NQ-UBTVQH15 ngày 16/6/2025 về sắp xếp các đơn vị hành chính cấp xã của tỉnh Ninh Bình năm 2025, 	sắp xếp các xã Trần Hưng Đạo, Nhân Nghĩa và Nhân Bình thành xã mới có tên gọi là xã Trần Thương.	
Xã Trần Thương	có diện tích:	26,32	km², 	dân số:	21.933	người, mật độ dân số: 	833	người/km². 	
Đây là đơn vị có diện tích xếp thứ:	64	, số dân xếp thứ: 	113	và mật độ dân số xếp thứ: 	108	trong số 129 xã, phường ở Ninh Bình.  

## Giao thông
Xã này nằm trên Quốc lộ 38B, ĐT971, ngoài ra trên địa bàn xã còn hai tuyến đường lớn đang trong quá trình xây dựng là ĐT495B và đường nối 2 đền Trần.

## Vị trí địa lý
Xã Trần Thương nằm về phía bắc của tỉnh Ninh Bình. 
- Phía đông giáp xã Nhân Hà

- Phía tây giáp xã Vĩnh Trụ
- Phía bắc giáp xã Bắc Lý và tỉnh Hưng Yên
- Phía nam giáp xã Bình An và xã Bình Giang.

Xã Trần Thương nằm giữa hai con sông, sông Hồng chảy qua ở phía bắc và sông Châu Giang chảy qua ở phía nam.

## Cái tên Trần Thương
Xã Trần Thương được đặt theo tên của đền Trần Thương một di tích quốc gia đặc biệt nằm trên địa bàn xã. Đây là một ngôi đền lớn thờ vị anh hùng dân tộc Trần Hưng Đạo. Đặc biệt ngôi đền được dựng lên ngay trên phần đất khi xưa ông dùng làm kho lương phục vụ cuộc kháng chiến chống quân Nguyên - Mông lần 2 vì thế mà từ Trần Thương (陳倉) có nghĩa là "kho lương nhà Trần" được sử dụng để đặt tên cho nơi đây. Ngày nay ngôi đền không chỉ là một trong những nơi thờ tự lớn chứa đựng nhiều giá trị về văn hoá, kiến trúc mà còn là nơi diễn ra lễ hội phát lương Đức Thánh Trần hàng năm (vào đêm ngày 14 tháng Giêng Âm lịch) thu hút rất đông nhân dân và du khách. 

Ngoài đền Trần Thương, trên địa bàn xã còn có một số di tích lịch sử quốc gia như đình Đức Bản Ngoại, đình Trác Nội, đình Vạn Thọ .
1. ↑  Nghị quyết của Quốc hội về sắp xếp các đơn vị hành chính cấp xã của tỉnh Ninh Bình năm 2025
2. ↑  "Phát huy giá trị Di tích quốc gia đặc biệt đền Trần Thương". Báo Hà Nam điện tử (bằng tiếng Anh). ngày 17 tháng 9 năm 2024. Truy cập ngày 29 tháng 6 năm 2025.
3. ↑  Nam, Ủy ban nhân dân tỉnh Hà. "Hà Nam có 74 di tích cấp quốc gia". hanam.gov.vn. Truy cập ngày 29 tháng 6 năm 2025.